# Абьей (район)
Район Абьей (араб. أبيي‎, англ. Abyei, дин. Abiɛi) — спорная территория площадью 10 460 квадратных километров (2 580 000 акров) (4039 квадратных миль) на границе Северного и Южного Судана, которой в 2004 году был предоставлен «особый административный статус» согласно Протоколу по урегулированию конфликта Абьей (Абьейский протокол) в рамках Всеобъемлющего мирного соглашения (CPA), которым завершилась Вторая гражданская война в Судане. Столицей района Абьей является город Абьей. Территория оспаривается Южным Суданом, но контролируется Северным правительством.
Считаясь историческим мостом между Севером и Югом Судана, район Абьей раньше рассматривался как часть более обширного округа Абьей в составе ныне упразднённого штата (вилайята) Западный Кордофан. В соответствии с условиями Абьейского протокола, район Абьей был временно объявлен входящим одновременно в состав штатов Южный Кордофан и Северный Бахр-эль-Газаль.
В отличие от границ бывшего района Абьейским протоколом район Абьей определён как «область из девяти вождеств Нгок-динка, переданных Кордофану в 1905 году». Многонациональная пограничная комиссия впоследствии включила в данный район территории Кордофана к югу от 10°22’30" с. ш. Однако после этого продолжились споры, которые переросли в насилие. Международный арбитраж изменил границы района Абьей в 2009 году, значительно уменьшив его территорию, которая теперь располагалась к югу от параллели 10°10’00"с. ш. Пересмотренная граница была одобрена всеми сторонами, участвовавшими в территориальном споре.

## История
«Sudan Tribune» утверждает, что люди из народности даджо населяли район Абьей до семнадцатого века, а затем были вытеснены новыми мигрантами. Уже в восемнадцатом веке в Абьее жили скотоводы нгок-динка, подгруппы динка в Южном Судане. Мессирия, кочевая арабская народность, которая проводит большую часть года вокруг своей базы в Эль-Мугладе на севере Южного Кордофана, обычно пасёт свой скот к югу от бассейна реки Бахр в Абьее во время сухого сезона. При создании англо-египетского кондоминиума, мессирия в основном населяли провинцию Кордофан (считается «северной»), а нгок-динка населяли провинцию Бахр-эль-Газаль (считается «южной»).
В октябре 2013 года среди населения района был проведён референдум, на котором 99,9 % принявших участие жителей высказались за вхождение в состав Южного Судана. В референдуме приняли участие 65 тысяч человек (из них лишь 12 человек высказались за то, чтобы остаться в составе Судана), представители кочевников (Мессирия) в голосовании не участвовали.

## Запасы нефти и нефтедобыча
Абьей расположен на территории Мугладского бассейна, обширного рифтового бассейна, содержащего месторождения углеводородов. Геологоразведочные работы по поиску нефтяных месторождений производились в Судане в 1970-е и 1980-е годы. Период значительного инвестирования в суданскую нефтяную промышленность приходится на 1990-е годы, и инвестиции направляются в Абьей. По данным на 2003 год, на Абьей приходится свыше четверти общей выработки сырой нефти по стране. В дальнейшем объёмы производства снижаются, и, по сообщениям, месторождения в Абьее близки к истощению. Важный нефтепровод (Великий нильский нефтепровод), проходит по территории Абьея от нефтяных месторождений Хеглиг и Юнити к Порт-Судану на Красном море через Хартум. Нефтепровод играет важную роль в нефтяном экспорте Судана, который резко вырос с 1999 года, когда начал функционировать нефтепровод.